# Radostín (Žďár nad Sázavou)
Radostín (in tedesco Radostin) è un comune ceco situato nel distretto di Žďár nad Sázavou, nella regione di Vysočina.